# Лори и Джордж Шаппеллы
Лори и Джордж Шаппеллы (родившиеся как Лори и Дори Шаппелл; англ. Lori and George Schappell; 18 сентября 1961, Уэст-Рединг, Пенсильвания — 7 апреля 2024, Филадельфия, Пенсильвания) — сиамские близнецы из США. Джордж выступал как кантри-певец. На 2022 год они были самыми старыми живущими сиамскими близнецами в мире. Они внесены в Книгу рекордов Гиннесса как первые сиамские близнецы одного пола, которые стали идентифицировать себя как разнополые.

## Карьера
Джордж разработал вспомогательное оборудование для людей с ограниченными физическими возможностями, в том числе специализированную инвалидную коляску и средство передвижения для собак.
Как кантри-певец Реба, Джордж много выступал в Соединённых Штатах, посетил Германию и Японию, а в 1997 году получил музыкальную премию Лос-Анджелеса как лучший новый кантри-исполнитель. Он спел «Fear of Being Alone» поверх титров комедии «Застрял в тебе» о паре вымышленных сиамских близнецов.
Лори выступала в качестве посредника Джорджа. Она работала в прачечной, распределяя свою рабочую нагрузку вокруг его певческих обязательств. Она говорила, что как его фанатка платит за посещение концертов, как и все остальные фанаты, просто делая себя тихой и «невидимой», пока он выступает.
Как сиамские близнецы, Лори и Джордж снялись в ряде телевизионных документальных фильмов и ток-шоу. Они также снялись в эпизоде телесериала Части тела, в котором сыграли сиамских близнецов Роуз и Рэйвен Розенберг.
21 июня 2007 года Лори и Джордж приняли участие в торжественном открытии шоу Рипли «Хотите верьте, хотите нет! Odditorium» на Таймс-сквер в Нью-Йорке. Это был первый раз, когда они были объявлены как Лори и Джордж Шаппелл.

## Личная жизнь
Рождённые как сёстры Лори и Дори Шаппелл, они являются сиамскими близнецами-краниопагами, соединёнными головой, но при этом очень разными личностями и живущими, насколько это возможно, отдельными жизнями. В знак индивидуальности и недовольства тем, что их имена рифмуются, Джордж сначала выбрал имя Реба, в честь своей любимой певицы Ребы Макинтайр. К 2007 году он предпочел быть публично известным как Джордж, мужчина. Он не может ходить из-за расщепления позвоночника, и его перевозит в инвалидной коляске Лори. Первые 24 года жизни они провели в интернате для умственно отсталых. С 1988 года они жили в многоэтажном доме для престарелых в городе Рединг в Пенсильвании.
Лори и Джордж жили в квартире с двумя спальнями, каждая из которых имеет свое личное пространство. У него есть несколько домашних животных. Она боулер, завоевавшая призы. Они уважали частную жизнь друг друга с точки зрения рабочего времени, отдыха и отношений. У Лори было несколько парней, и она была помолвлена, но потеряла жениха в автокатастрофе. Свое 50-летие они отпраздновали поездкой в Лондон.
Лори и Джордж внесены в Книгу рекордов Гиннесса как первые сиамские близнецы одного пола, которые стали идентифицировать себя как разнополые.
Шаппеллы умерли в больнице Пенсильванского университета 7 апреля 2024 года от неизвестных причин.

## СМИ
Лори и Джордж появлялись в следующих программах или статьях:
- 1993: Шоу Мори Повича
- 1996: Шоу Джерри Спрингера
- 11 сентября 1997 г .: Необъяснимое : «Двойная связь» в роли Лори и Дори.
- 12 сентября 1998 г .: Радио-шоу Говарда Стерна.
- 7 октября 1998 г .: Ховард Стерн
- 1998: документальный фильм A&E «Лицом к лицу: близнецы Шаппелл»[9].
- 2000: Документальный фильм Learning Channel «Отдельные жизни»
- 15 мая 2002 г .: Шоу Джерри Спрингера ; Джордж был объявлен как Реба Шаппелл[10]
- 17 августа 2004 г .: американское телешоу Части тела в эпизоде «Роуз и Рэйвен Розенберг»; Рэйвен играл Джордж (заявленный как Реба) Шаппелл; Роуз сыграла Лори Шаппелл.
- 31 мая 2002 г .: Говард Стерн
- 2005 Телевизионный документальный фильм: Невероятная медицина. Документальный фильм на канале Discovery Health.
- Телевизионный документальный фильм 2005 г.: Необыкновенные люди: присоединились во главе ; Джордж был объявлен как Дори Шаппелл.
- 24 сентября 2007 г .: Греческое реалити-шоу Aksizei na to deis (Стоит посмотреть — Αξιζει να το δεις)
- 2007: Романтическая комедия X’s & O’s.
- 2007: Телевизионный документальный фильм «Внутри выдающихся людей: наука о сиамских близнецах».